# Tim Bartels
Tim Bartels (Schönebeck, RDA, 31 de enero de 1988) es un deportista alemán que compitió en remo.
Ganó una medalla de bronce en el Campeonato Mundial de Remo de 2009 y dos medallas en el Campeonato Europeo de Remo, en los años 2007 y 2008.

## Palmarés internacional
| Campeonato Mundial | Campeonato Mundial | Campeonato Mundial | Campeonato Mundial |
| Año                | Lugar              | Medalla            | Prueba             |
| ------------------ | ------------------ | ------------------ | ------------------ |
| 2009               | Poznań (Polonia)   | Medalla de bronce  | Cuatro scull       |
| Campeonato Europeo |                    |                    |                    |
| Año                | Lugar              | Medalla            | Prueba             |
| 2007               | Poznań (Polonia)   | Medalla de bronce  | Doble scull        |
| 2008               | Maratón (Grecia)   | Medalla de plata   | Cuatro scull       |